# Cylindrotheca closterium

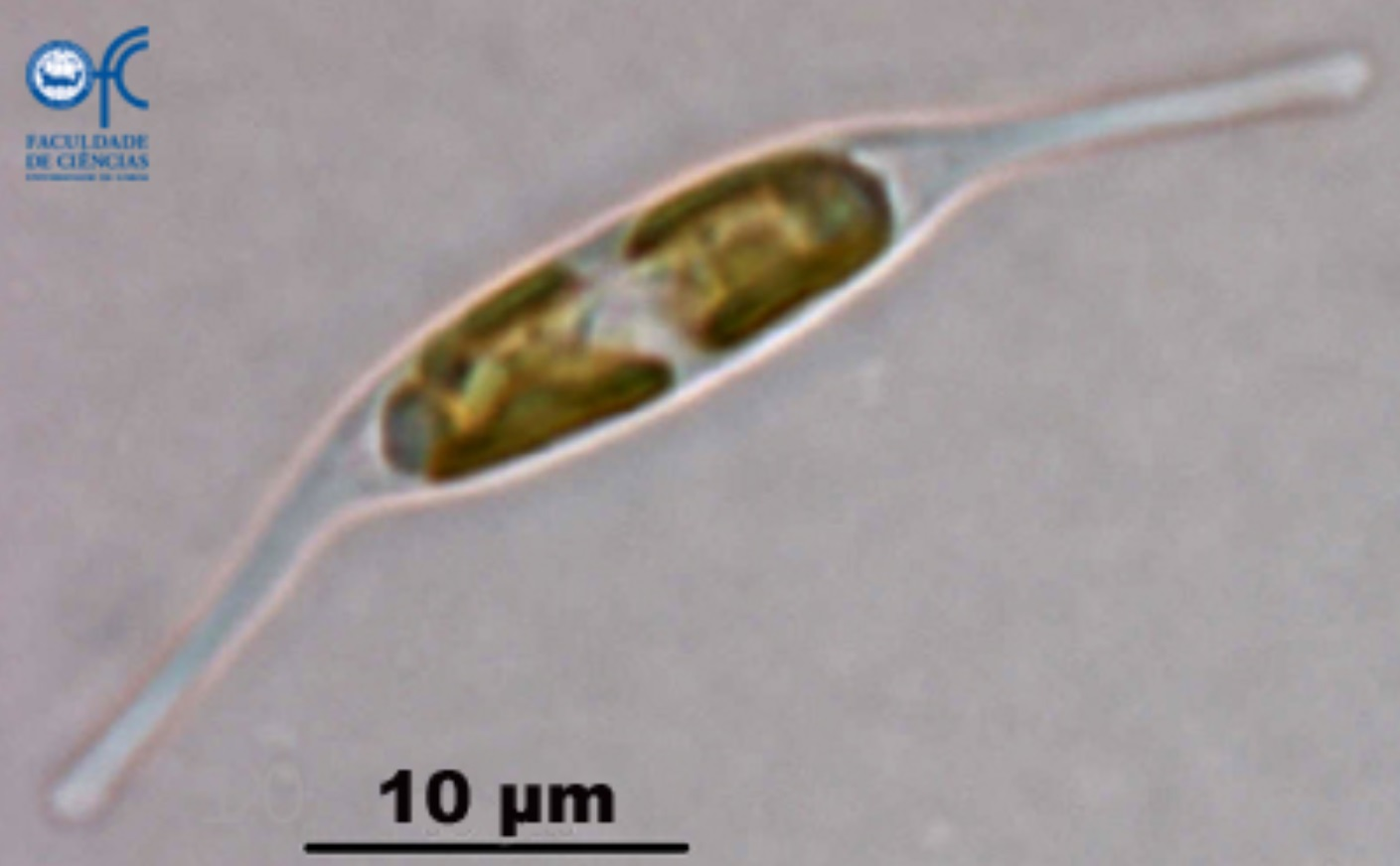
C. closterium, lebende Zelle (Kultur, geprobt 2004 aus dem Ästuar des Rio Tejo, Portugal).

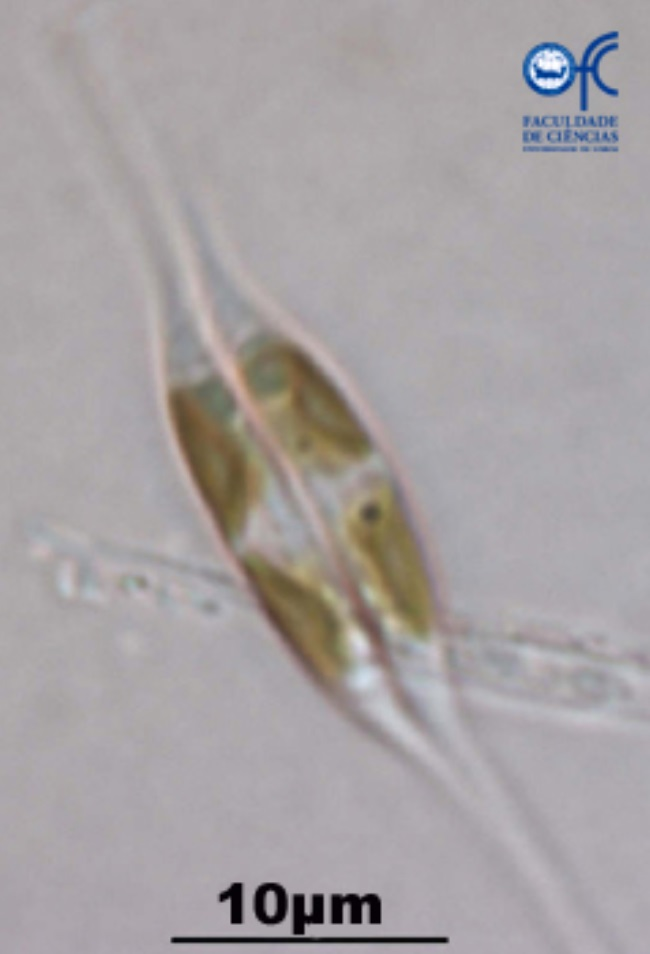
C. closterium, sich teilende Zelle (Kultur, geprobt 2004 aus dem Ästuar des Rio Tejo, Portugal).

C. closterium, lebende Zelle (Nordsee, Helgoland Roads, 2010)

C. closterium, lebende Zelle, Woods Hole Phytoplankton Images.

Cylindrotheca closterium ist eine Kieselalgenart in der Gattung Cylindrotheca .
In den frühen 1960er Jahren zeigte sich bei Untersuchungen mit dem Elektronenmikroskop an einigen empfindlichen marinen Kieselalgen aus Watt, Sand und Plankton, dass die Gattung Cylindrotheca nicht wie zuvor angenommen monotypisch ist (nur eine einzige Art umfasst), sondern dass auch die schon lange als Ceratoneis closterium Ehrenberg, 1839 oder Nitschia closterium Mereschkowsky, 1901 bekannte Art zu dieser Gattung gehört, so dass sie seitdem als Cylindrotheca closterium bezeichnet wird.
C. closterium ist eine häufige marine Kieselalge, die in der Gezeitenzone lebt,
auch in marinen Mündungsgebieten von Flüssen (Ästuaren).

## Morphologie
Die Zellen sind gelb-braun gefärbt, solitär (einzeln) und beweglich (Näheres s. u.).
Die Zellen haben an beiden Enden langgestreckte, nadelförmige Ausläufer; der zentrale Teil ist spindelförmig, meist gerade oder leicht gekrümmt bzw. sigmoidal (S-förmig).
Sie besitzen wie die von Tryblionella apiculata und Nitzschia flexa zwei Chloroplasten, einer an jedem Ende („fore und aft“-Position); der Zellkern befindet sich dazwischen.
Gesamtlänge (Apikalachse, d. h. inkl. der Ausläufer): 25 oder 30 bis 400 µm, Länge des zentralen Zellkörpers: 6 bis 50 µm; Breite: 2,5 bis 8 µm.
Eine noch genauere Beschreibung der Morphologie mit annotierten Fotos findet sich auf Phyto'pedia.

## Habitat
Trotz einer geringen Populationsdichte (Abundanz) gedeiht der Kosmopolit Cylindrotheca closterium ubiquitär in allen Weltmeeren, auch wenn er in den nordeuropäischen Meeren im Frühjahr und Sommer häufiger anzutreffen ist.

## Stoffwechsel und Ökologie
Die Zellen produzieren Schleimstoffe (englisch mucilage) und allelopathische Chemikalien (engl. allelochemicals).
C. closterium kann „semibenthisch“ abhängig vom Regime der Gezeiten im Plankton in der sonnenbeschienenen Wassersäule oder auf den Sedimenten vorkommen, man findet sie aber auch in Pfützen auf felsigem Untergrund (Felspools) – wegen dieser Lebensweise wird dieser Organismus als dem Meroplankton zugehörig bezeichnet.
Zwar liegt das Temperaturoptimum für C. closterium liegt bei 10–25 °C, der optimale Salzgehalt bei 11–22 g Salz pro kg Meerwasser.
Wenn sie sich die Zellen bei Ebbe ablagern, sind sie dadurch einer höheren Lichtintensität inklusive UV-Dosen ausgesetzt, sowie veränderten osmotischen Bedingungen – nämlich höherem Salzgehalt – infolge Verdunstung des Wassers. Bei Flut wird sie dann wieder leicht resuspendiert und gelangt in die pelagische Zone.
Im Gegensatz zu echten benthischen Gattungen (wie Navicula, Pleurosigma und Amphora) stellen die semibenthischen Arten auch deshalb eine besondere Gruppe dar, weil diese Zellen nicht in den Poren des Sediments Schutz finden. UV-Strahlung und Austrocknung erzeugen so genannte (re)aktive Sauerstoffspezies ((re)active oxygen species, AOS/ROS), hauptsächlich Hydroxyl-Radikale (•OH), die oxidative Schäden verursachen. Man stellte 2007 fest, dass die antioxidative Abwehraktivität der Superoxid-Dismutase (SOD) unter hypersalinen Bedingungen wesentlich höher war als unter gewöhnlichen Bedingungen.
Um die Stoffwechselreaktionen zu verstehen, die bei diesen drastischen Veränderungen der Wachstumsbedingungen ablaufen, haben Kumar et al. 2024  Wasserproben aus Ozeanen auf der ganzen Welt analysiert und ein Stoffwechselmodell aufgestellt, das 6718 Reaktionen umfasst, und dem 1961 Offene Leserahmen (open reading frames, ORFs), d. h. Gene und andere DNA-Abschnitte zugrunde liegen. Durch den Vergleich der Modellvorhersagen mit Transkriptomikdaten von Tara Oceans konnte so der Stoffwechsel von C. closterium entschlüsselt werden.
Zur Überraschung zeigte sich, dass die Spezies selbst an sonnenbeschienenen Entnahmestellen nur in 21 % der Proben rein photoautotroph (mittels Photosynthese) wuchs.
In 71 % der von den Forschern analysierten Wasserproben aus Ozeanen auf der ganzen Welt fanden sich Anzeichen für eine mixotrophe Lebensweise mit gleichzeitiger Photosynthese und direktem Konsum von organischem Kohlenstoff; in 8 % sogar eine nur letzteres (rein heterotrophe Lebensweise).
Diese Resultate zeigten sehr deutlich die Flexibilität des Stoffwechsels von C. closterium, was von entscheidender Bedeutung für die Rolle im globalen Kohlenstoffkreislauf dieser allgegenwärtigen Kieselalge sein könnte, und damit ein wichtiger Faktor für unser Bild vom globalen Kohlenstoffkreislauf und Schätzungen über die Menge an Kohlendioxid, die Kieselalgen durch Photosynthese aus der Atmosphäre aufnehmen.
Wie bereits 2020 von Sugie et al. gezeigt, führt in den arktischen und antarktischen Ozeanen die Kopplung von höherem CO2-Gehalt und Temperaturen, verbunden mit geringerem Salzgehalt (etwa infolge verstärkt abschmelzender Gletschermassen) zu Veränderungen in den Phytoplankton-Gemeinschaften, insbesondere der Kieselalgenvielfalt. Im Plankton werden bei einer Kombination von höheren Temperaturen und niedrigerem Salzgehalt Thalassiosira-Arten durch Cylindrotheca closterium und die häufig Algenblüten verursachenden Pseudo-nitzschia-Arten ersetzt.

## Relevanz
Die Ergebnisse von Sugie et al. 2020 und Kumar et al. 2024 zeigen die wichtige Rolle von C. closterium – insbesondere in den Polarregionen – für Klimamodelle, die wegen des Klimawandels von besonderer Relevanz sind.
Die Fähigkeit, sich an drastisch variierende Umweltbedingungen anzupassen, und die weltweite Verbreitung machen diesen Organismus zu einer Modellkieselalge, mit der sich unsere Kenntnis der Biologie von Kieselalgen erweitern lässt.